# Rock ’N Soul
Az 1964-es Rock 'N Soul Solomon Burke nagylemeze. Az albumon hét Top 100-as dal található. Eredetileg 1964 novemberében jelent meg, de 1997 márciusában, és 1998-ban újra kiadták.
Szerepel az 1001 lemez, amit hallanod kell, mielőtt meghalsz című könyvben.

## Dalok
Az album hét top 100-as dalt tartalmaz, melyek: Just Out of Reach (Of My Two Open Arms), Cry to Me, Can't Nobody Love You, If You Need Me, You're Good For Me, Goodbye Baby (Baby Goodbye) és He'll Have to Go.
| Dal címe                                | Év   | Black Singles | Pop Singles | Adult Contemporary |
| --------------------------------------- | ---- | ------------- | ----------- | ------------------ |
| Just Out of Reach (Of My Two Open Arms) | 1961 | 7             | 24          | 6                  |
| Cry to Me                               | 1962 | 5             | 44          | -                  |
| Can't Nobody Love You                   | 1963 | -             | 66          | -                  |
| If You Need Me                          | 1963 | 2             | 37          | -                  |
| You're Good for Me                      | 1963 | 8             | 49          | -                  |
| Goodbye Baby (Baby Goodbye)             | 1964 | 33            | 33          | -                  |
| He'll Have to Go                        | 1964 | 51            | 51          | -                  |

## Az album dalai
|     | Cím                                  | Szerző(k)                                     | Hossz |
| --- | ------------------------------------ | --------------------------------------------- | ----- |
| 1.  | Goodbye Baby (Baby Goodbye)          | Wes Farrell, Bert Russell                     | 3:16  |
| 2.  | Cry to Me                            | Russell                                       | 2:27  |
| 3.  | Won't You Give Him (One More Chance) | Joe Martin, Winfield Scott                    | 2:31  |
| 4.  | If You Need Me                       | Robert Bateman, Wilson Pickett, Sonny Sanders | 2:29  |
| 5.  | Hard, Ain't It Hard                  | Woody Guthrie                                 | 2:45  |
| 6.  | Can't Nobody Love You                | James Mitchell                                | 2:30  |
| 7.  | Just Out of Reach                    | Virgil Stewart                                | 2:46  |
| 8.  | You're Good for Me                   | Don Covay, Horace Ott                         | 2:45  |
| 9.  | You Can't Love Them All              | Bert Berns, Jerry Leiber, Mike Stoller        | 2:40  |
| 10. | Someone to Love Me                   | Burke                                         | 2:59  |
| 11. | Beautiful Brown Eyes                 | Burke, Russell                                | 3:42  |
| 12. | He'll Have to Go                     | Audrey Allison, Joe Allison                   | 3:16  |

## Közreműködők
- Solomon Burke – ének